# Ophiopleura inermis
Ophiopleura inermis är en ormstjärneart som först beskrevs av George Richard Lyman 1878.  Ophiopleura inermis ingår i släktet Ophiopleura och familjen fransormstjärnor. Inga underarter finns listade i Catalogue of Life.